# Tafuli I
Tafuli I is een bestuurslaag in het regentschap Belu van de provincie Oost-Nusa Tenggara, Indonesië. Tafuli I telt 618 inwoners (volkstelling 2010).